# Wjatscheslaw Nikolajewitsch Woronin
Wjatscheslaw Nikolajewitsch Woronin (russisch Вячеслав Николаевич Воронин, * 5. April 1974 in Ordschonikidse) ist ein russischer Leichtathlet. Bei einer Körpergröße von 1,91 m beträgt sein Wettkampfgewicht 78 kg.
1993 wurde Wjatscheslaw Woronin Zweiter im Hochsprung bei den Junioreneuropameisterschaften. Seine erste Medaille in der Erwachsenenklasse gewann er 1998 bei den Halleneuropameisterschaften in Valencia, als er mit 2,31 m im dritten Versuch Silber hinter dem Polen Artur Partyka gewann, dem diese Höhe im zweiten Versuch gelungen war.
1999 gewann er erneut Silber, diesmal bei den Hallenweltmeisterschaften in Maebashi. Mit 2,36 m sprang er erneut dieselbe Höhe wie der Sieger, der Kubaner Javier Sotomayor. Im Freien bei den Weltmeisterschaften in Sevilla gewann er Gold mit 2,37 m.
Bei den Halleneuropameisterschaften 2000 in Gent sprang er 2,34 m und gewann Gold, weil diesmal die Mehrversuchsregel zu seinen Gunsten sprach gegenüber dem Deutschen Martin Buß (Silber) und dem Serben Dragutin Topić (Bronze). Nachdem er am 5. August 2000 in London mit 2,40 m russischen Rekord gesprungen war, fuhr er als Weltjahresbester zu den Olympischen Spielen nach Sydney. Dort wurde er mit 2,29 m allerdings nur Zehnter, während sein Landsmann Sergej Kljugin mit 2,35 m Olympiasieger wurde.
Auch bei den Hallenweltmeisterschaften 2001 enttäuschte Woronin, als er nur Neunter wurde. Bei den Weltmeisterschaften in Edmonton war er wieder vorn dabei. Gemeinsam mit seinem Landsmann Jaroslaw Rybakow gewann er mit 2,33 m Silber hinter Martin Buß.
Nach zwei schwächeren Jahren kam Woronin erst 2004 wieder über die Höhe von 2,30 m. Im wichtigsten Wettkampf des Jahres bei den Olympischen Spielen 2004 in Athen gelang ihm dies allerdings nicht, mit 2,29 m wurde er Neunter. 2005 wurde Woronin zum zweiten Mal nach 1999 russischer Meister. Bei den Weltmeisterschaften 2005 in Helsinki wurde er mit 2,29 m Achter. In dem Regenwettkampf von Helsinki sprang er damit die Höhe, die zu Silber reichte, aber Woronin hatte die meisten Fehlversuche im Wettkampf gehabt.